# Atlas of Living Australia
Der Atlas of Living Australia (ALA, deutsch Atlas der australischen Lebewesen) ist eine frei zugängliche Online-Datenbank mit Informationen zu australischen Tieren, Pflanzen und Pilzen.

## Netzwerk
Am Aufbau der Datenbank war maßgeblich die Commonwealth Scientific and Industrial Research Organisation, eine staatliche Behörde Australiens für wissenschaftliche und industrielle Forschung, beteiligt.
Der ALA ist Teil des internationalen Netzwerks Global Biodiversity Information Facility. Ziel der GBIF ist die Sammlung und frei zugängliche Veröffentlichung von Informationen über alle Arten.

## Angebot

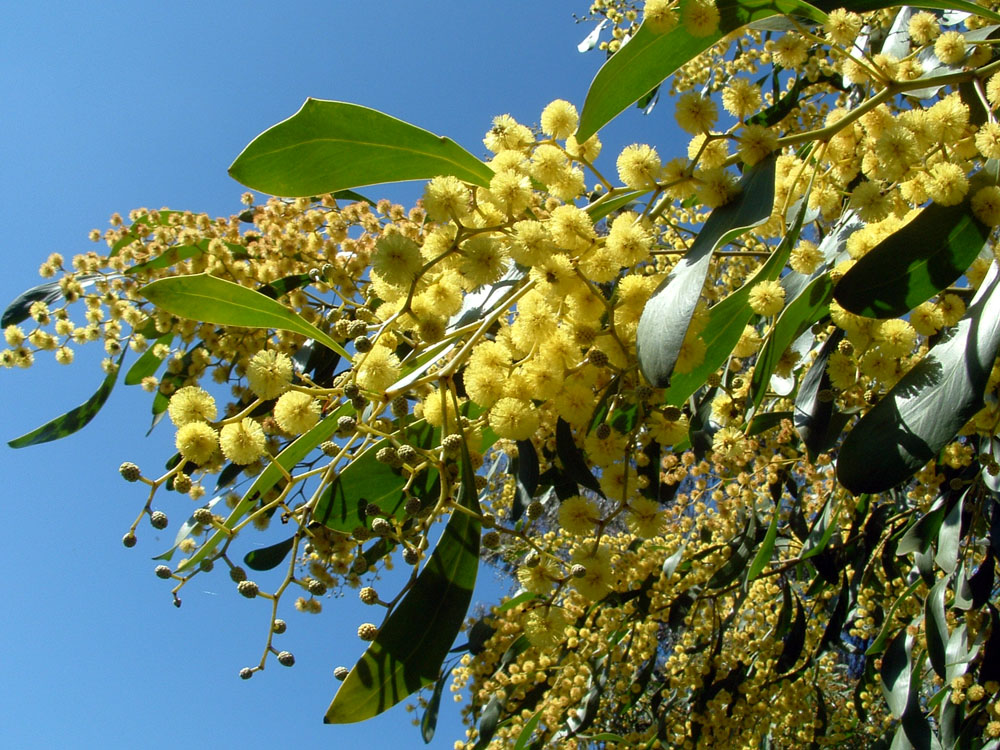
Die Gold-Akazie (Acacia pycnantha) ist im Wappen Australiens dargestellt.

- Suche einer Art nach Name, wissenschaftlichem Namen oder Kategorie
- Suche des Vorkommens einer Art nach Ort oder Region
- Forschungsportal zur Analyse von Vorkommen der Arten
- Suche nach Sammlungen in Instituten, Museen, Hochschulen usw.